# شهرستان کوپر (میزوری)
شهرستان کوپر، میزوری (به انگلیسی: Cooper County, Missouri) یک سکونت‌گاه مسکونی در ایالات متحده آمریکا است که در میزوری واقع شده‌است.